# Gare de Beauvais
La gare de Beauvais est une gare ferroviaire française de la ligne d'Épinay - Villetaneuse au Tréport - Mers, située à 400 m du centre-ville de Beauvais, préfecture du département de l'Oise, en région Hauts-de-France.
Elle est mise en service en 1857 par la Compagnie des chemins de fer du Nord.
C'est une gare de la Société nationale des chemins de fer français (SNCF), desservie par des trains TER Hauts-de-France.

## Situation ferroviaire
Établie à 65 mètres d'altitude, la gare de Beauvais est située au point kilométrique (PK) 78,575 de la ligne d'Épinay - Villetaneuse au Tréport - Mers, entre les gares ouvertes de Saint-Sulpice - Auteuil et d'Herchies. Gare de bifurcation, elle est l'aboutissement de la ligne de Creil à Beauvais, après la gare de Rochy-Condé, et l'origine de la ligne de Beauvais à Gisors-Embranchement (fermée et déclassée).

## Histoire

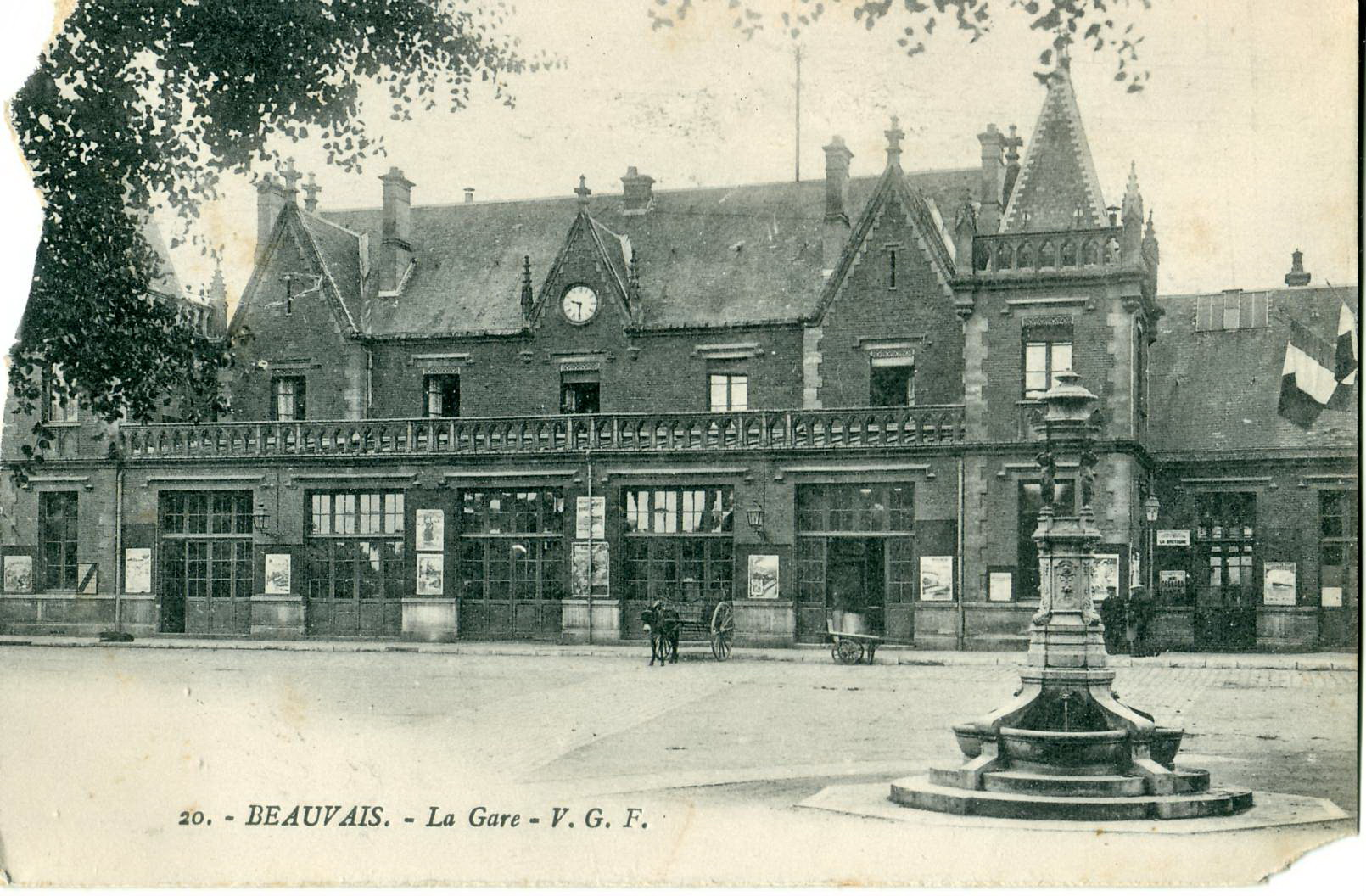
La gare, au début du XX.

La gare terminus de Beauvais est mise en service le 1er septembre 1857 par la Compagnie des chemins de fer du Nord, lorsqu'elle ouvre à l'exploitation la ligne de Creil à Beauvais. La Compagnie du Nord n'était pas à l'origine concessionnaire de la ligne ; elle avait pratiqué un échange de la ligne de Laon à Reims contre la ligne de Beauvais, selon le décret du 10 juin 1857, avec la Compagnie des Ardennes et de l'Oise, avant qu'elle ne devienne, le 28 juin, la Compagnie des chemins de fer des Ardennes. Les installations de la gare (dont son bâtiment provisoire) sont installées sur des terrains donnés par la municipalité, près de la « barrière de Paris ».
Il est prévu trois dessertes quotidiennes dans chaque sens entre Paris et Beauvais. Les voitures seront attachées ou détachées en gare de Creil des trains de la Compagnie du Nord, et tractées par des locomotives de la Compagnie des Ardennes qui avait déjà acquis ce matériel avant l'échange. Le trajet par Creil étant nettement plus long que s'il était en ligne directe se raccordant à la ligne Paris – Lille en gare de Persan-Beaumont, la compagnie propose en compensation un abonnement annuel ouvrant la possibilité de l'utiliser pour toutes les destinations possibles de son réseau.
Le bâtiment voyageurs, de style néo-médiéval, est édifié en 1860.
La ligne Paris – Persan-Beaumont – Beauvais – Le Tréport ne sera ouverte qu'en 1877, donnant ainsi un accès plus direct à la capitale.
La gare joua un rôle important pour alimenter le front français pendant la Première Guerre mondiale, notamment pendant la bataille de la Somme. Un important faisceaux de voies est construit à Marissel en 1916, à la sortie est de la gare, et, de manière générale, la gare est agrandie en 1916-1917.
Jusqu'aux années 1938-1939, Beauvais était également reliée à Gournay-Ferrières, Gisors, Clermont-de-l'Oise, Saint-Just-en-Chaussée et Amiens (par emprunt de la ligne de Saint-Omer-en-Chaussée à Vers).
La ligne de Paris est électrifiée, depuis le 28 novembre 1999, en courant alternatif 25 kV – 50 Hz. Les autres lignes sont parcourues en traction diesel.
En 2020, le temps moyen de parcours pour la liaison Paris – Beauvais est de 1 h 20 min. Caroline Cayeux, maire de Beauvais, réclame de longue date une amélioration de cette desserte, qui devrait, selon elle, être réalisée en moins d'une heure. Michel Magniez, maire-adjoint de Saint-Quentin et ancien secrétaire de l'association des usagers des transports - Aisne Nord Oise Somme (AUTAN), a annoncé, fin octobre 2020, que la SNCF aurait décidé de créer en 2021 deux trains journaliers qui feraient ce trajet en 1 h 1 min aux horaires suivants : Beauvais – Paris 7 h 37-8 h 38 et Paris – Beauvais 17 h 52-18 h 53 ; cette dernière n'a toutefois pas confirmé l'information. En 2024, aucun trajet en moins d'une heure n'est prévu dans un avenir proche.

## Fréquentation
De 2015 à 2023, selon les estimations de la SNCF, la fréquentation annuelle de la gare s'élève aux nombres indiqués dans le tableau ci-dessous.
| Année                      | 2015      | 2016      | 2017      | 2018      | 2019      | 2020      | 2021      | 2022      | 2023      |
| -------------------------- | --------- | --------- | --------- | --------- | --------- | --------- | --------- | --------- | --------- |
| Voyageurs                  | 1 346 772 | 1 379 556 | 1 402 417 | 1 298 880 | 1 327 596 | 988 279   | 1 241 717 | 1 636 319 | 1 842 796 |
| Voyageurs et non voyageurs | 1 603 300 | 1 642 329 | 1 669 545 | 1 546 286 | 1 580 472 | 1 176 522 | 1 478 235 | 1 947 999 | 2 193 805 |

## Service des voyageurs

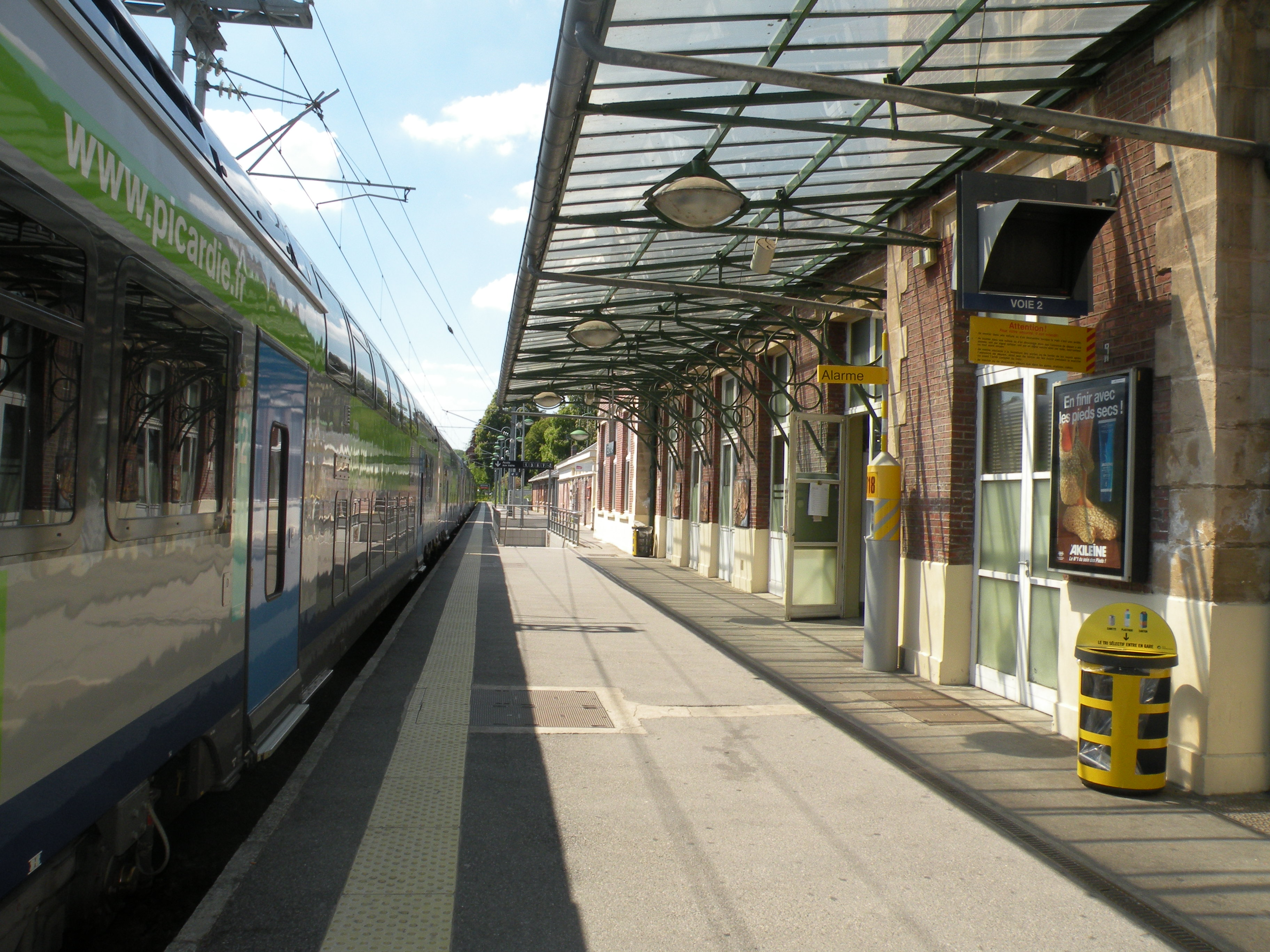
Quai longeant le bâtiment voyageurs.

### Accueil
La gare dispose d'un bâtiment voyageurs ouvert du lundi au vendredi de 4 h 50 à 22 h 30, le samedi de 4 h 55 à 23 h 30 et le dimanche et les jours fériés de 6 h 10 à 23 h 30. Le guichet est ouvert du lundi au vendredi de 4 h 50 à 19 h 30, le samedi de 6 h à 20 h 40 et le dimanche et les jours fériés de 6 h 15 à 21 h 5. Des distributeurs de titres de transport TER sont disponibles. En outre, la gare dispose d'aménagements, équipements et services pour les personnes à mobilité réduite.
Un souterrain permet la traversée des voies et le passage d'un quai à l'autre. Depuis août 2015, des ascenseurs sont installés sur les quais et dans le souterrain pour faciliter l'accès des personnes en fauteuil roulant.

### Desserte
Beauvais est desservie par des trains régionaux TER Hauts-de-France, sur les relations Paris – Beauvais, Beauvais – Abancourt – Le Tréport, Creil – Beauvais et, en période estivale, Paris – Beauvais – Abancourt – Le Tréport.

### Intermodalité
Une station de taxis, un parking et un parc pour les vélos sont disponibles à proximité de la gare.

#### Réseaux urbains
La gare est desservie par les lignes urbaines C1, 4, 5 et 6 et les lignes interurbaines 521 et 531 du réseau Corolis. Une navette routière fait le lien entre les principaux hôtels de la ville et l'aéroport de Beauvais-Tillé. Une autre navette, à destination du centre pénitentiaire, est également disponible. Les lignes à vocation scolaire 501, 502, 514, 522, 523, 532 et 533 desservent la gare, tout comme la ligne 518 à destination du parc Saint-Paul, ainsi que le service de transport à la demande Corolis à la demande - Zone Centre (509).

#### Réseaux interurbains
La gare routière interurbaine de Beauvais est distante de 300 mètres du bâtiment voyageurs. Elle est desservie par les lignes 601, 602, 606, 607, 610, 611, 612, 613, 614, 615, 616, 617, 618, 619, 620, 621, 6137, 6140, 6141, 6142, 6143, 6144, 6145, 6146, 6148, 6149, 6150, 6151 et 6152 du réseau interurbain de l'Oise. De plus, les lignes 601, 613 et 6137 effectuent un arrêt supplémentaire au niveau de la gare ferroviaire.

## Service des marchandises

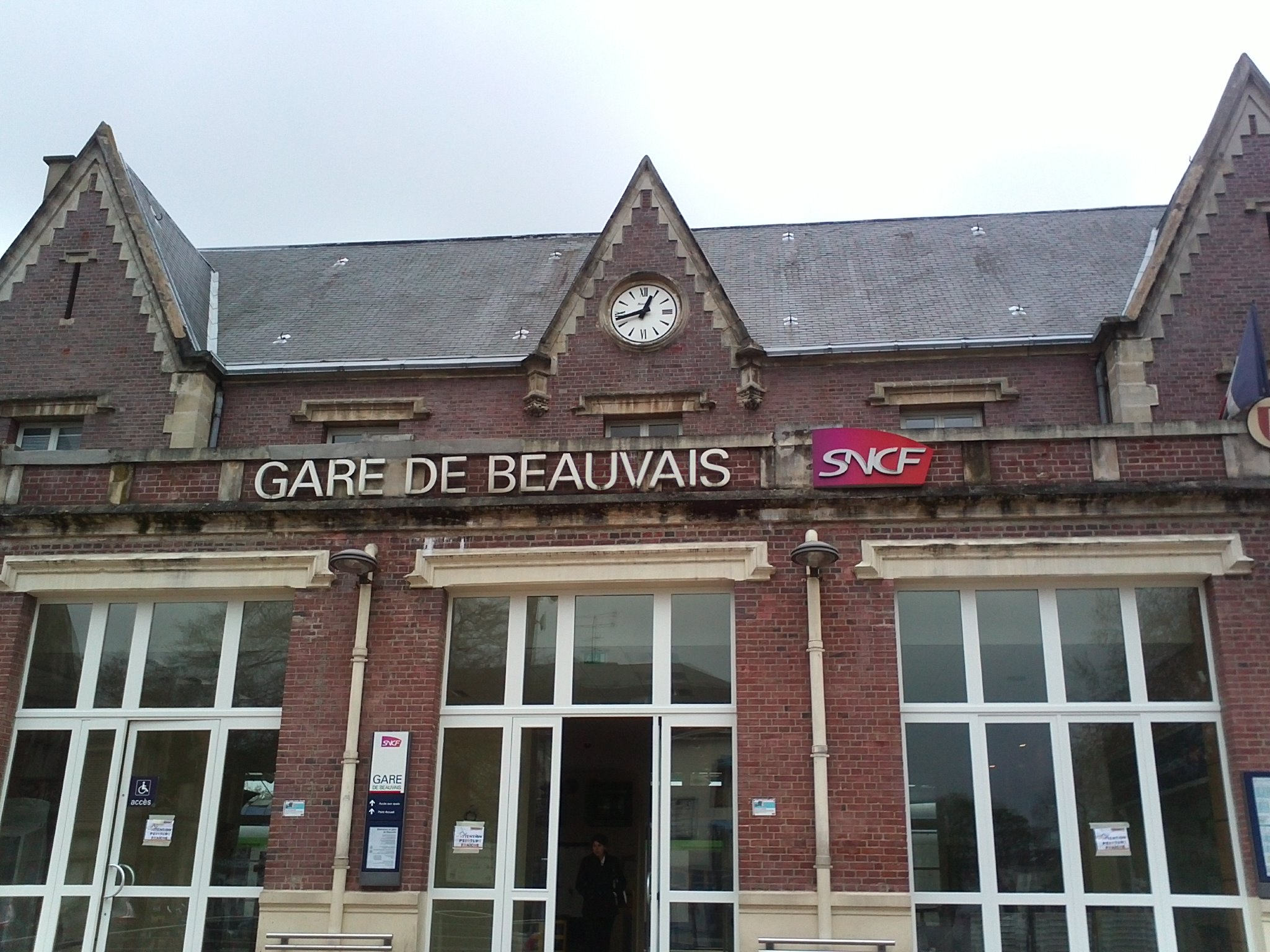
Détail de la façade (côté rue).

Cette gare est ouverte au service du fret.

## Patrimoine ferroviaire

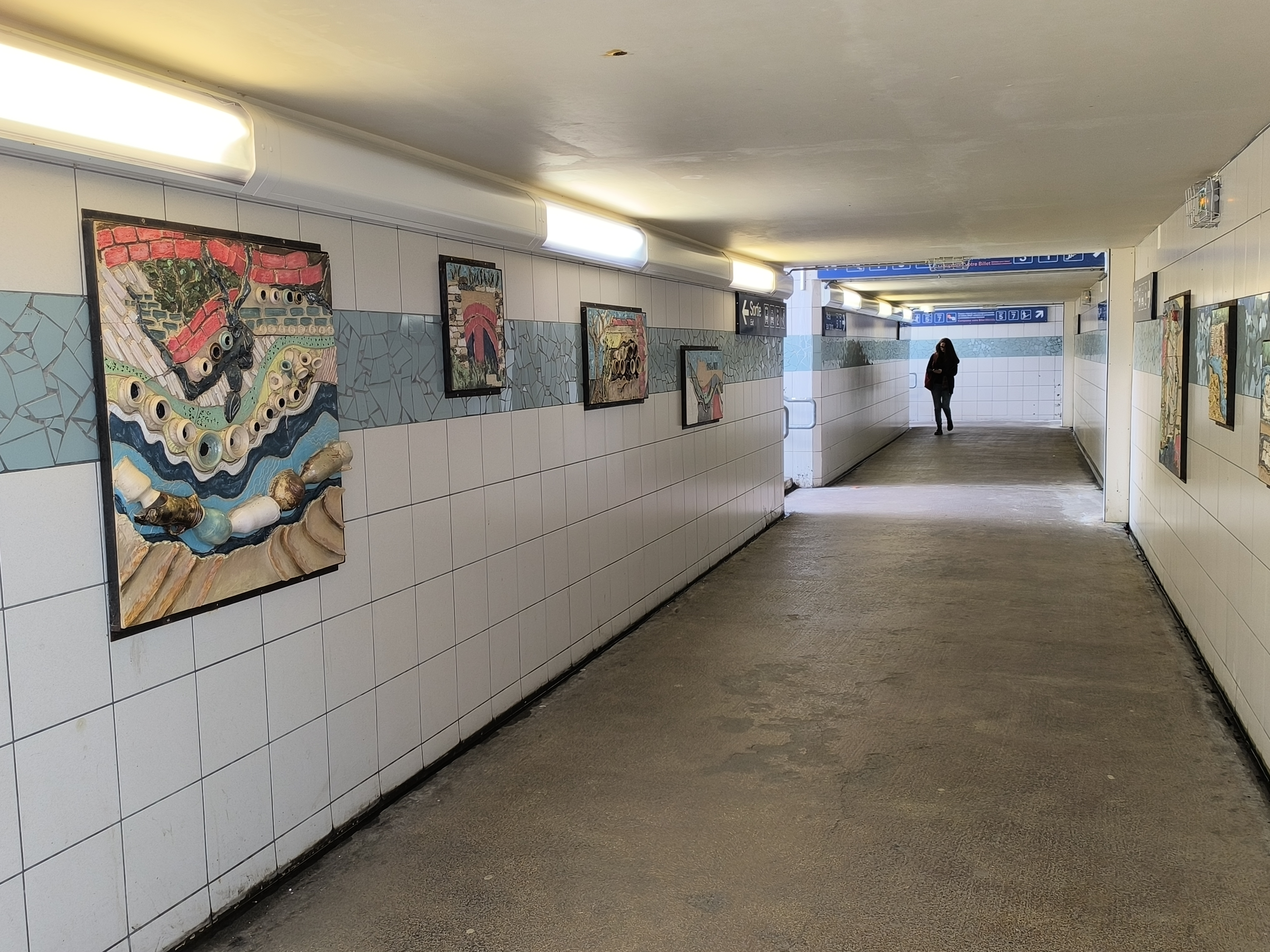
Le passage souterrain, décoré par des œuvres du céramiste Jean-Michel Savary, en rappel des productions de céramique de Beauvais.

Le bâtiment voyageurs, toujours utilisé par la SNCF, est de style néo-médiéval. Construit en 1860 par Félix Langlais, architecte de la Compagnie des chemins de fer des Ardennes, il est édifié en briques avec des chaînages de coin en pierre. Le style de ce bâtiment est identique à celui des autres gares (Hermes - Berthecourt, Mouy - Bury, Cires-lès-Mello), construites à la même époque sur la ligne de Creil à Beauvais, mais celui de la gare de Beauvais est plus grand et doté d'ailes latérales. La disposition est la suivante :
- la façade est en briques avec un usage de la pierre de taille pour le soubassement, les linteaux, les chaînages harpés, les corniches (celles des pignons étant également harpées) ainsi que pour les cheminées et quelques éléments décoratifs ;
- le corps central se compose d'un volume à étage de cinq travées sous bâtière longitudinale, les deux travées extrêmes, faisant saillie vers l'avant, sont surmontés de pignons sous bâtière transversale tandis que la travée médiane est surmontée d'un pignon plus petit, faisant office de fronton, et muni d'une horloge ;
- deux ailes latérales asymétriques flanquent la partie centrale. Elles sont composées d'une partie sans étage sous bâtière longitudinale (cinq travées), d'une partie surmontée d'un grand pignon (trois travées) et, uniquement pour l'aile de gauche, d'un prolongement de deux travées ;
- côté rue, une avancée, sans étage, augmente la largeur du bâtiment. Elle est composée d'une aile de cinq travées à toit plat (dotée à l'origine d'une balustrade de pierre aux percements à arcs trilobés), flanquée de part et d'autre de deux tours sous toit à pente d'angle important. Ces tours, qui masquent la première travée des ailes latérales, servent de cage d'escalier et donnent accès à l'étage supérieur. Elles arborent, sous le seuil des fenêtres, un bas-relief à arcs trilobés (qui se retrouve aussi au pignon des ailes latérales) et étaient à l’origine dotées de parapets à arcs trilobés, surplombant la corniche ;
- côté quai, une marquise métallique court sur la quasi-totalité de la façade. La toiture des tours et du corps central une pente importante et les pignons du corps central sont dotées de meurtrières. Certains bâtiments annexes, construits ultérieurement, s'harmonisent avec le style ou les matériaux du bâtiment de la gare.